# Ronde van Limburg 2021
Il Ronde van Limburg 2021, sessantanovesima edizione della corsa, valevole come evento dell'UCI Europe Tour 2021 categoria 1.1, si è svolto il 24 maggio 2021 su un percorso di 199,8 km, con partenza da Hasselt e arrivo a Tongeren, in Belgio. La vittoria è stata appannaggio del belga Tim Merlier, che ha completato il percorso in 4h 41' 35", precedendo il britannico Daniel McLay e il tedesco John Degenkolb.
Al traguardo di Tongeren sono stati 84 i ciclisti, dei 133 alla partenza, che hanno portato a termine la competizione.

## Squadre e corridori partecipanti
| N.    | Cod. | Squadra                   |
| ----- | ---- | ------------------------- |
| 1-7   | LTS  | Lotto Soudal              |
| 11-17 | IWG  | Intermarché-Wanty-Gobert  |
| 21-27 | TQA  | Team Qhubeka Assos        |
| 31-37 | AFC  | Alpecin-Fenix             |
| 41-47 | BBK  | B&B Hotels                |
| 51-57 | BWB  | Bingoal Pauwels Sauces WB |
| 61-67 | SVB  | Sport Vlaanderen-Baloise  |
| 71-77 | ARK  | Team Arkéa-Samsic         |
| 81-87 | UXT  | Uno-X Pro Cycling Team    |
| 91-97 | BCY  | BEAT Cycling              |

| N.      | Cod. | Squadra                         |
| ------- | ---- | ------------------------------- |
| 101-107 | BSC  | Black Spoke Pro Cycling Academy |
| 111-117 | DHB  | Canyon dhb SunGod               |
| 121-127 | DDS  | Development Team DSM            |
| 131-137 | HBA  | Hagens Berman Axeon             |
| 141-147 | MET  | Metec - Solarwatt p/b Mantel    |
| 151-157 | RIW  | Riwal Cycling Team              |
| 161-167 | SEG  | SEG Racing Academy              |
| 171-177 | TIC  | Tarteletto-Isorex               |
| 181-187 | XSU  | XSpeed United Continental       |
| 191-197 | TBL  | Baloise - Trek Lions            |

## Ordine d'arrivo (Top 10)
| Pos. | Corridore       | Squadra     | Tempo    |
| ---- | --------------- | ----------- | -------- |
| 1    | Tim Merlier     | Alpecin     | 4h41'35" |
| 2    | Daniel McLay    | Arkéa       | s.t.     |
| 3    | John Degenkolb  | Lotto       | s.t.     |
| 4    | R. van Rensburg | Qhubeka     | s.t.     |
| 5    | Bram Welten     | Arkéa       | s.t.     |
| 6    | Milan Menten    | Bingoal     | s.t.     |
| 7    | Stan Van Tricht | SEG         | s.t.     |
| 8    | Boy van Poppel  | Intermarché | s.t.     |
| 9    | Jérémy Lecroq   | B&B Hotels  | s.t.     |
| 10   | Rory Townsend   | Canyon      | s.t.     |